# The Singh Twins
Pour les articles homonymes, voir Singh.
The Singh Twins (les sœurs jumelles Amrit Singh et Rabindra Kaur Singh) sont des artistes britanniques qui travaillent ensemble sur leurs œuvres. Leur travail s'inspire à la fois de la tradition indienne (en particulier, de traditions sikh), des manuscrits enluminés médiévaux occidentaux et de la culture occidentale contemporaine, la « culture pop ». Il a été exposé dans des galeries et des musées tels que la National Portrait Gallery de Londres.

## Enfance et éducation
Les sœurs jumelles Amrit et Rabindra Kaur Singh sont des artistes britanniques d'origine sikh. Elles naissent à Richmond, dans le Surrey, et grandissent à Birkenhead,. Elles étaient les seules non-catholiques à fréquenter leur école catholique, Holt Hill Convent,. Du milieu des années 1980 à 1991, elles étudient l'art ensemble à l'Université de Chester puis à l'Université de Manchester.

## Œuvre
Leur travail est toujours attribué aux Singh Twins, même si l'une des sœurs a travaillé seule sur une pièce. Les jumelles Singh travaillent dans leur studio près de Liverpool, qui se trouve à côté de la maison qu'elles partagent avec leur famille élargie.
Le travail des Singh Twins est influencé par les peintures miniatures indiennes, mais traite de la culture contemporaine britannique, ainsi que de sujets tels que la mondialisation et la migration,.
En 2002, leur travail a fait l'objet d'une exposition à la National Gallery of Modern Art de New Delhi, faisant d'elles les deuxièmes artistes d'origine britannique, après Henry Moore, à recevoir un tel honneur.
En 2009, leur travail a fait l'objet d'une exposition, « The Singh Twins: Art in Motion » à la Leamington Spa Art Gallery. L'année suivante, la National Portrait Gallery a présenté vingt-sept de leurs œuvres dans le cadre d'une exposition, et le Sunderland Museum and Winter Gardens a organisé une rétrospective des deux dernières décennies de leur travail.
En 2018, elles ont organisé l'exposition « Slaves of Fashion » à la Walker Art Gallery de Liverpool.
En 2020, elles sont présentées au Grayson's Art Club, animé par Grayson Perry sur Channel 4, et une de leurs œuvres figure dans l'exposition qui accompagne le programme à la Manchester Art Gallery. Perry déclare à propos des jumelles, dont il admire le travail : « Elles combinent les traditions de l'art oriental et occidental pour créer un travail provocateur et fortement politique ».

## Prix et reconnaissances
- 2011 : Elles sont faites membres de l'ordre de l'Empire britannique (MBE) à l'occasion de la Queen's Birthday honours list 2011 pour services rendus à la tradition indienne de la peinture en miniature[8].
- 2015 : Diplômes honorifiques de docteur ès arts de l'université de Chester[9].
- 2019 : Diplôme honorifique de docteur ès lettres de l'université de Liverpool[10].
- 2021 : Diplômes honorifiques de docteur ès arts de l'université de Wolverhampton[11].